# Eneritz Iturriagaetxebarria Mazaga
Eneritz Iturriagaetxebarria Mazaga, coneguda com a Eneritz Iturriaga, (Abadiño, 16 de setembre de 1980) és una ciclista basca que fou professional de 2001 a 2012. Ha combinat la carretera amb la pista i va participar en els Jocs Olímpics de 2004.

## Palmarès en ruta
- 1999
  - 1a a la Copa d'Espanya sub-23
- 2002
  -  Campiona d'Espanya en contrarellotge
  - 1a a la Copa d'Espanya sub-23
- 2003
  -  Campiona d'Espanya en ruta
  - Vencedora d'una etapa a l'Emakumeen Euskal Bira
- 2004
  - Vencedora d'una etapa al Holland Ladies Tour
- 2005
  -  Campiona d'Espanya en contrarellotge
- 2006
  -  Campiona d'Espanya en contrarellotge
- 2008
  - Vencedora d'una etapa al Trofeu d'Or
- 2011
  -  Campiona d'Espanya en contrarellotge
  - 1a a l'Emakumeen Aiztondo Sari Nagusia

## Palmarès en pista
- 2007
  -  Campiona d'Espanya en Puntuació
- 2009
  -  Campiona d'Espanya en Persecució per equips (amb Leire Olaberria i Ana Usabiaga)